# Daewoo Bus

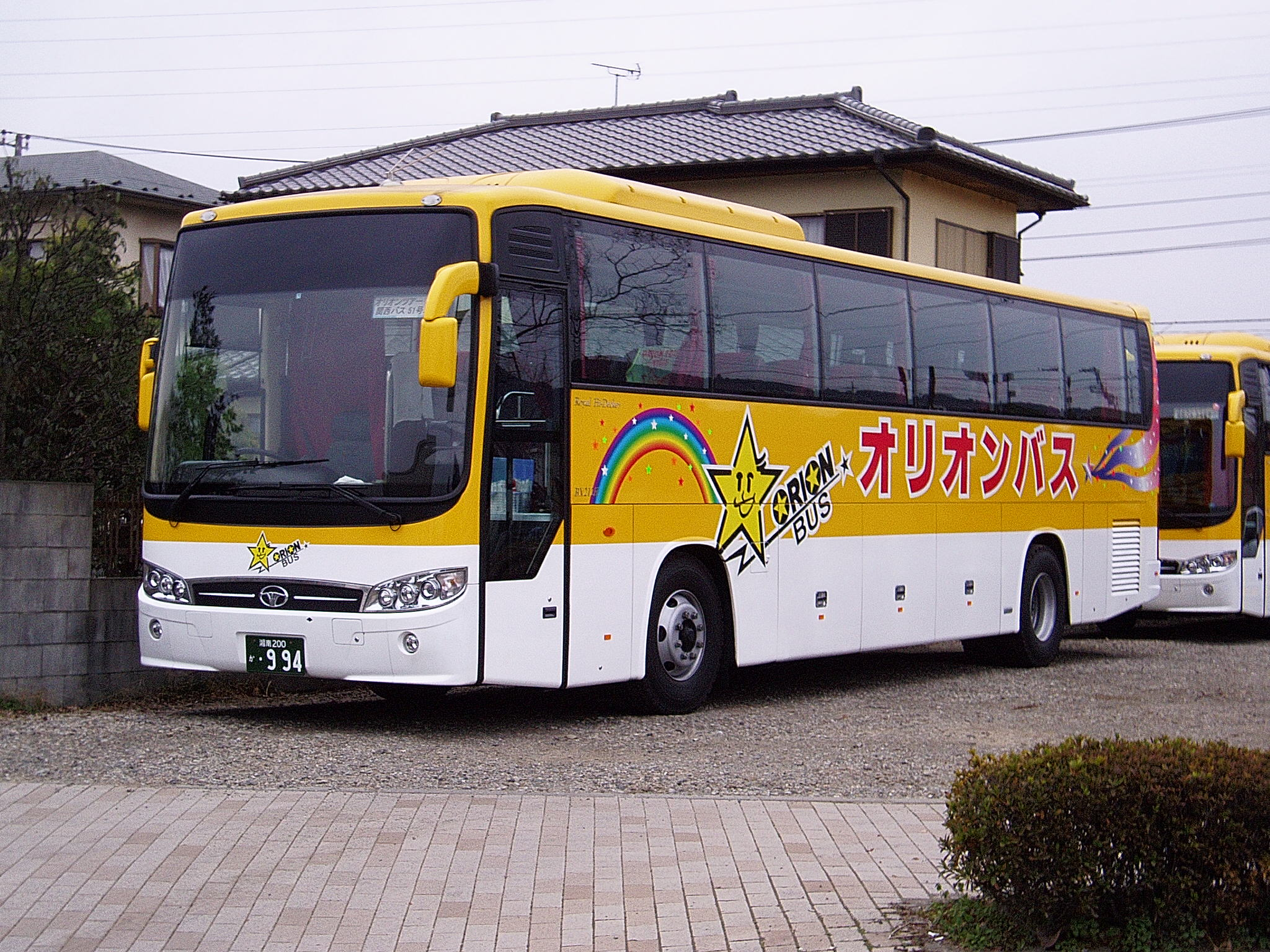
Daewoo Bus BX212 Japan

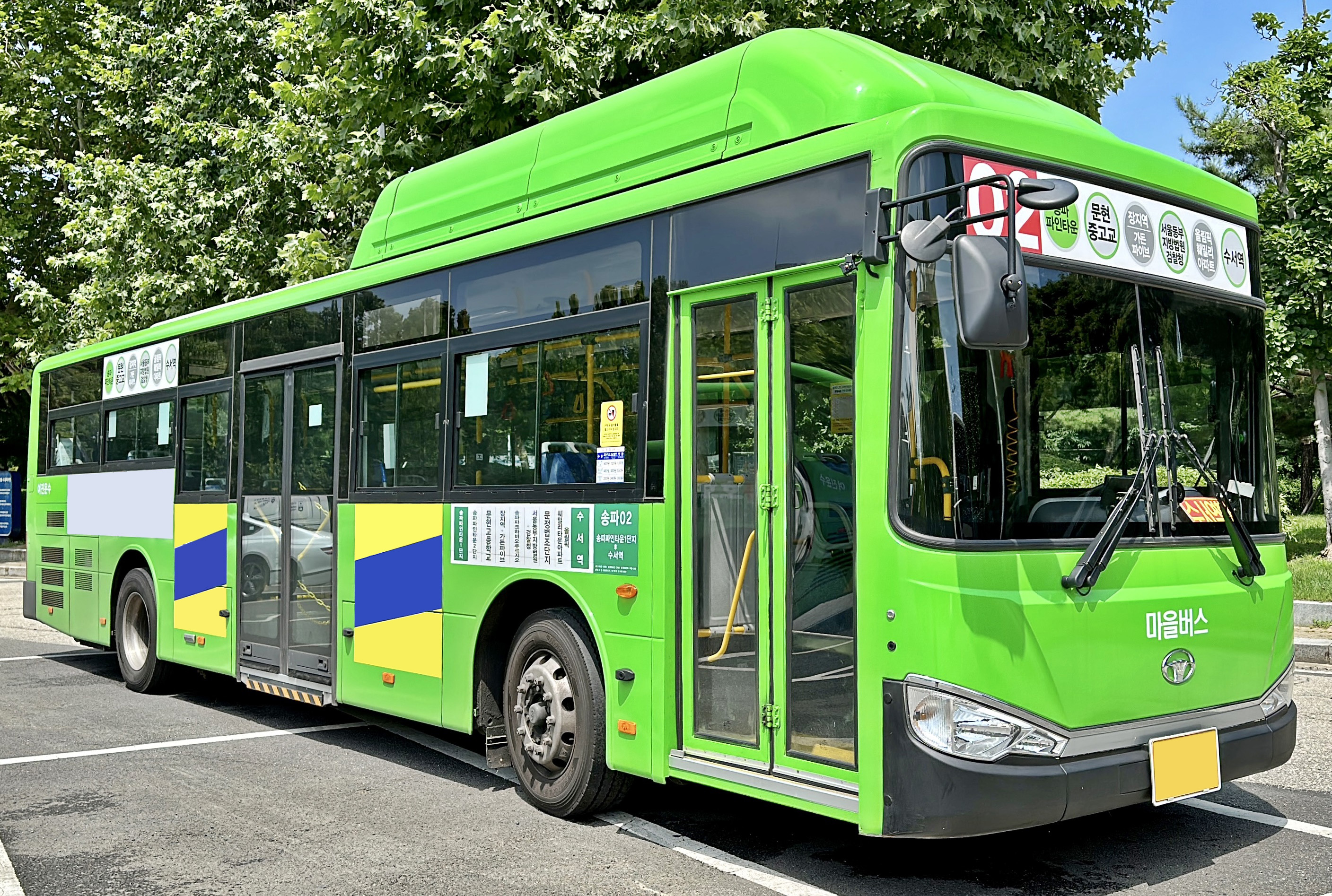
Daewoo Bus BS110CN

Daewoo Bus Corporation (대우버스) is een autofabrikant uit Zuid-Korea. In 2002 werd de autobusdivisie grotendeels verkocht aan de firma Young An, waarin de Daewoo Motor Company een minderheidsbelang van bijna 50% behield.
In een aantal landen werd daarop de merknaam "Daewoo" op vrachtauto's vervangen door "Daewoo Bus". De autohuuractiviteiten van Daewoo, onder de naam Zyle, werden ook overgenomen en sinds 2021 heet de firma Zyle Daewoo Bus Company (자일대우버스(본사)).

## Personenautomodellen
- BX212H/S
- BH120F
- BH119
- BH117H
- BH116
- BH115E
- BF116
- BH090
- BS120CN (Natuur Gasvormig Vehicle)
- BV120MA
- BC211M
- BS116
- BS090

## Geschiedenis autobus personenautomodellen

### Shinjin Motor (1955~1971)
- Shinjin Micro Bus (1962)
- Shinjin Light Bus (1965)
- Pioneer (1965)
- FB100LK (1966)
- B-FB-50 (1966)
- DB102L (1968)
- DHB400C (1970)
- DAB (1970)
- RC420TP (1971)

### GM Korea Motor Company (1972~1976)
- DB105LC (1972)
- BD50DL (1973)
- BLD24 (1973)
- BD098 (1976)
- BD101 (1976)
- BU100/110 (1976)

### Saehan Motor Company (1976~1983)
- BU120 (1976)
- BL064 (1977)
- BF101 (1977)
- BR101 (1980)
- BH120 (1981)
- BV113 (1982)
- BF105 (1982)

### Daewoo Motor Company (Next 1, 1983~1994)
- BV101 (1983)
- BH115H (1984)
- BH120H (1985)
- BS105 (1986)
- BU113 (1986)
- BF120 (1987)
- BS106 (1991)
- BH120F (1994)
- BH113 (1994)

### Daewoo Heavy Industry (1994~1999)
- BH117H (1995)
- BM090 (1996)
- BH116 (1997)
- BH115E (1998)

### Daewoo Motor Company (Next 2, 1999~2002)

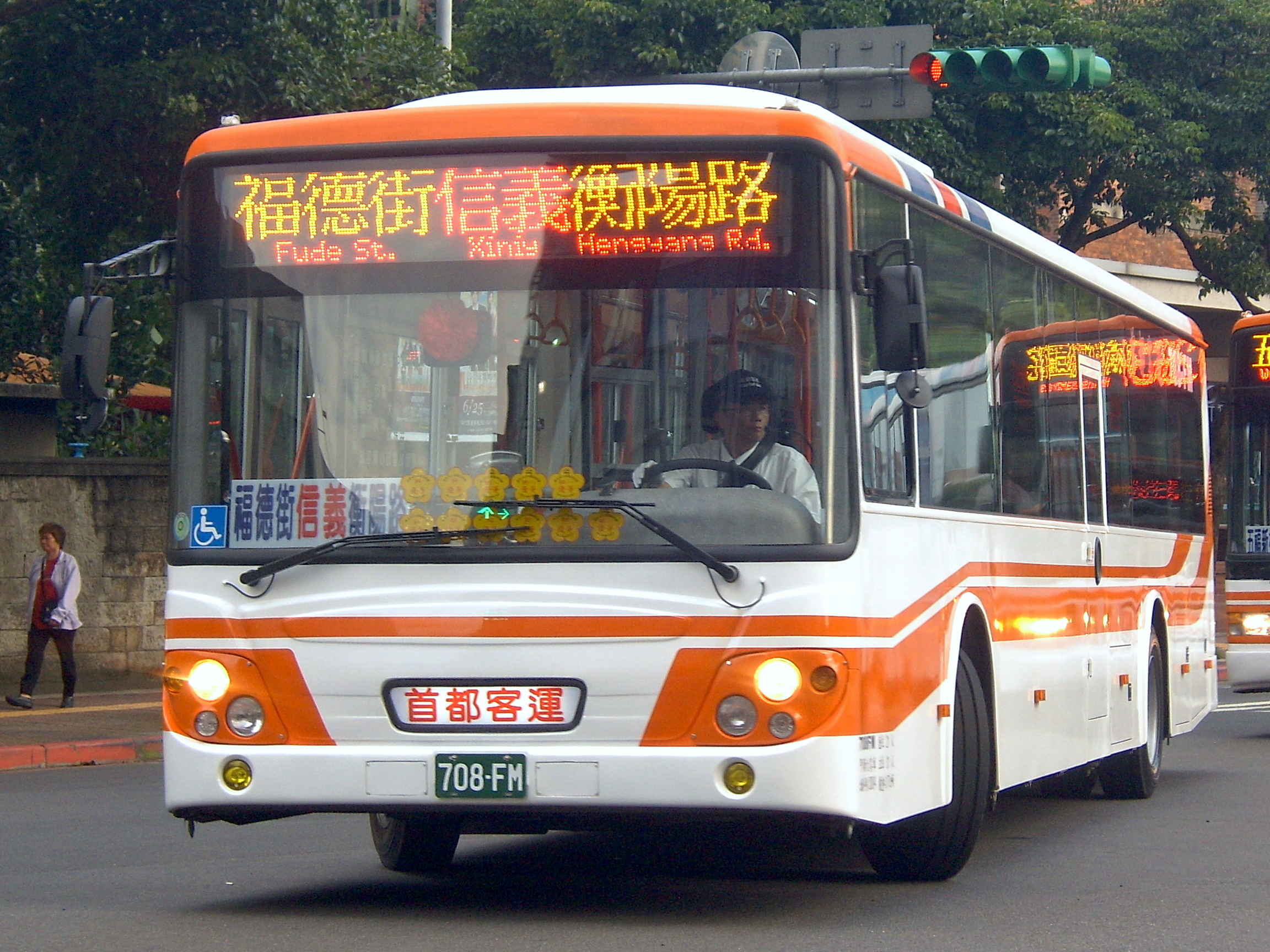
Daewoo BS120CN

- BF106 (2001)
- BH090 (2001)
- BS090 (2002)
- BV120MA (2002)
- BS120CN (2002)

### Daewoo Bus (2002~)
- BH119 (2003)
- BX212H/S (2004)
- BC211M (2005)